# Шибулати
Шибула́ти (рос. Шибулаты, чув. Шăплат) — присілок у складі Урмарського району Чувашії, Росія. Входить до складу Бішевського сільського поселення.
Населення — 275 осіб (2010; 337 у 2002).
Національний склад:
- чуваші — 99 %

## Видатні уродженці
- Петрова Клавдія Василівна — радянський учений, доктор сільськогосподарських наук, професор, Герой Соціалістичної Праці.